# Gasteracanthini
Gasteracanthini è una tribù appartenente alla famiglia Araneidae dell'ordine Araneae della classe Arachnida.
Il nome deriva dal greco γαστήρ, gastèr, cioè ventre, stomaco, e ᾶκανθα, àcantha, cioè spina, a causa della pluralità e varietà di spine di cui è bordato l'opistosoma e la parte ventrale; in aggiunta il suffisso -ini che designa l'appartenenza ad una tribù.

## Tassonomia
Al 2007, si compone di 14 generi:
- Acrosomoides SIMON, 1887
- Actinacantha SIMON, 1864
- Aetrocantha KARSCH, 1879
- Afracantha DAHL, 1914
- Augusta O.P.-CAMBRIDGE 1877
- Austracantha DAHL, 1914
- Gasteracantha SUNDEVALL, 1833
- Gastroxya BENOIT, 1962
- Hypsacantha DAHL, 1914
- Isoxya SIMON, 1885
- Macracantha SIMON, 1864
- Madacantha EMERIT, 1970
- Parmatergus EMERIT, 1994
- Togacantha DAHL, 1914